# Colegas (serie digital)
Colegas es una webserie o serie digital de Playz producida por Hill Valley, la plataforma de contenidos digitales de RTVE, estrenada el 13 de febrero de 2018 y que cuenta con seis capítulos. Cuenta la historia de Manu Feijóo, un actor que fue muy famoso a finales de los años 90 y que quiere volver a ser una estrella. Para ello, tratará de reunir a los actores de la serie en la que triunfó para un reencuentro. La serie es una dramedia que juega con la realidad y la ficción, ya que los protagonistas interpretan a actores que trabajaron en una serie para adolescentes de los 90, algo que muchos de ellos hicieron: Manuel Feijóo (Compañeros, Tres son multitud), Julián González (Compañeros, Farmacia de guardia), Marta Solaz (Al salir de clase), Daniel Huarte (Al salir de clase), Lara de Miguel (Compañeros, Los mundos de Yupi), Rafael Reaño (Al salir de clase)... Colegas está dirigida por Peris Romano y tiene guion de Peris Romano, Manu Feijóo, Patricia Alonso y Agustín Alonso y en el reparto están también Fernando Gil, Rodrigo Poisón, Enrique Villén, Javier Coll, Fernandisco y Soy una pringada.

## Sinopsis
Colegas narra, entre el humor y la nostalgia, las peripecias de un grupo de actores que triunfaron hace 20 años en una serie de televisión, cuyas trayectorias han seguido caminos muy diferentes: unos consiguieron el éxito, mientras que otros cayeron en el ostracismo.
Manu (Manuel Feijóo) es un actor reconvertido en mago y monologuista que triunfó en la década de los 90 gracias a la serie Colegas. Fue la primera ficción juvenil de la época, un auténtico fenómeno social que se convirtió en cantera de jóvenes actores. Dos décadas después, Manu vive completamente alejado de la televisión, pero tiene un plan para volver a la fama: reunir a sus excompañeros para hacer un reencuentro televisivo. Así, emprenderá un viaje junto a Julián (Julián González), su mejor amigo, con la misión de encontrarlos y convencerlos.

## Reparto
Reparto principal:
- Manuel Feijóo es Manu
- Julián González es Julián
- Lara de Miguel es Lara
- Fernando Gil es Fernando William Gil
- Marta Solaz es Marta

Reparto secundario:
- Javier Coll es Rasty Palacios
- Enrique Villén es Villén
- Rodrigo Poisón es Machete
- Fernandisco es El Presentador
- Esty Quesada es Soy una pringada
- Rafael Reaño es Rafa Reaño
- Daniel Huarte es Dani
- Alba Messa es Carla
- Irene Anula es Marta
- Antonio Hortelano
- Eva Santolaria